# District Sud (Taichung)
Pour les articles homonymes, voir District Sud.
Le district Sud (Chinois traditionnel: 南區; pinyin: Nán Qū; Wade–Giles: Nan2 Ch'ü1) est un district de la municipalité de Taichung à Taïwan situé dans sa partie sud. 

## Histoire
Le district faisait partie de la ville provinciale de Taichung avant son incorporation dans le Comté de Taichung pour former la municipalité spéciale de Taichung le 25 décembre 2010. 

## Demographie
- Population: 121 865 hab. (janvier 2023)
- Densité: 17 921 hab/km²

## Éducation
- Université médicale de Chung Shan
- Université nationale de Chung Hsing

## Attractions touristiques
- Bibliothèque nationale d'information publique
- Parc du patrimoine culturel

### Métro de Taichung
- Daqing
- Wuquan

### Routes
- Route provinciale 1B
- Route provinciale 63
- Route provinciale 3